# Galumna australis
Galumna australis är en kvalsterart som först beskrevs av Berlese 1914.  Galumna australis ingår i släktet Galumna och familjen Galumnidae.

## Underarter
Arten delas in i följande underarter:
- G. a. australis
- G. a. pembertoni